# Flugplatz Abemama

i7
i11
i13
Der Flugplatz Abemama, engl.: Abemama Aerodrome, häufig auch Abemama Atoll Airport (IATA-Code: AEA, ICAO-Code: NGTB), ist ein nationaler Flughafen Kiribatis und liegt an der nördlichen Spitze des zu den zentralen Gilbertinseln gehörenden Atolls Abemama, rund 200 Meter vom Ort Tabiang entfernt. Abemama liegt gut 120 km südöstlich des Hauptstadt-Atolls Tarawa und etwa 50 km nördlich des Äquators.

## Geschichte
Der Flugplatz wurde ursprünglich Ende 1943 nach der Befreiung von der japanischen Besatzung von den United States Navy Seabees für die amerikanische Luftwaffe gebaut. Er war im Pazifikkrieg wichtig für die im Jahre 1944 erfolgten Angriffe auf die Marshall-Inseln, Kwajalein und Eniwetok. Nach dem Zweiten Weltkrieg ging er in die Hände der britischen Kolonialverwaltung der Gilbert- und Elliceinseln über, seit der Unabhängigkeit 1979 gehört er dem Staat Kiribati.

## Flugverbindungen
Als einzige Linienfluggesellschaft fliegt Air Kiribati den Flugplatz zweimal wöchentlich von ihrem Drehkreuz Bonriki International Airport in South Tarawa aus an.